# Franjo Cotič
Franjo Cotič (rojen Franc Jožef Cotič), slovenski gospodarstvenik, agronom in strokovni pisec, * 5. januar 1898, Dornberk, † 11. november 1955, Zagreb.
Rodil se je očetu Jožefu in materi Jožici (rojena Šinigoj). Ljudsko šolo je obiskoval v rojstnem kraju, gimnazijo v Gorici, ekonomijo je študiral na Dunaju. Napisal je knjigo Goriške češnje (Ljubljana, 1947) in številne gospodarsko strokovne članke, ki so bili objavljeni v raznih revijah (Zimsko škropljenje sadnega drevja, 1946; Izvoz in načrtno sadjarstvo, 1946; Za revizijo izbora sort goriških češenj, 1951 in druge). V Koledarju Mohorjeve družbe sta bila 1928 objavljena članka Industrija umetne svile v Italiji in Mednarodna industrijska konferenca.